# Leopardus guttulus
Leopardus guttulus is een zoogdier uit de familie van de katachtigen (Felidae). De wetenschappelijke naam van de soort werd voor het eerst geldig gepubliceerd door Reinhold Hensel in 1872. De soort werd in 2013 afgesplitst van de tijgerkat (Leopardus tigrinus).

## Voorkomen
De soort komt voor in het zuiden van Brazilië, Paraguay en het noordoosten van Argentinië.